# Knud Hilding
Knud Hjalmar Hilding Svendsen (* 21. November 1921 in Kopenhagen; † 14. September 1975 ebenda) war ein dänischer Schauspieler.

## Leben
Hilding absolvierte seine Schauspielausbildung an der Schule des Frederiksberg Teater und debütierte dort schon während des Studiums als Nicolai in Sparekassen. Von 1947 bis 1951 war er am Aarhus Teater als festes Ensemblemitglied engagiert. Anschließend war er an mehreren Kopenhagener Theatern tätig. Von 1964 bis zu seinem Tod im Jahr 1975 trat er auch wiederkehrend als Pierrot im Kopenhagener Pantomimeteatret im Tivoli auf. Eine weitere Bekanntheit erreichte Hilding durch seine Tätigkeit als Filmschauspieler. Er spielte in zahlreichen erfolgreichen dänischen Filmen und Fernsehproduktionen mit. Sein Debüt beim Film hatte er bereits 1955 in dem Drama Ild og jord und 1957 in Sei lieb zu mir. Er spielte zumeist Klein- und Nebenrollen, wie z. B. 1969 in Geld zum zweiten Frühstück, 1970 in Rend mig i revolutionen und 1972 in der Fernsehserie Livsens Ondskab. In der Fernsehserie Oh, diese Mieter hatte er seit 1970 regelmäßige Auftritte als Postbote und war auch 1971 im zugehörigen Kinofilm Ballade på Christianshavn zu sehen. Hilding wirkte in verschiedenen Nebenrollen in fünf Filmen der Olsenbande mit.
Er heiratete am 2. August 1947 die Schauspielerin Anne Grete Hilding. Er starb im September 1975 im Alter von 53 Jahren und wurde auf dem Friedhof Bispebjerg Kirkegård in Kopenhagen beigesetzt.

## Filmografie
- 1955: Ild og jord
- 1957: Sei lieb zu mir (Ingen tid til kærtegn)
- 1958: Over alle grænser
- 1958: Krudt og klunker
- 1962: Sømænd og svigermødre
- 1962: Svinedrengen og prinsessen på ærten, dänischer Zeichentrickfilm (Sprechrolle)
- 1962: Valg
- 1964: Enhver
- 1964: Alt for kvinden
- 1965: En ven i bolignøden
- 1966: Flagermusen
- 1967: Mig og min lillebror
- 1968: I den grønne skov
- 1968: Det var en lørdag aften
- 1968: Mig og min lillebror og storsmuglerne
- 1968: Min søsters børn vælter byen
- 1968: Die Olsenbande (Olsen-banden)
- 1969: Geld zum zweiten Frühstück (Tænk på et tal)
- 1969: Klabautermannen
- 1969: Mig og min lillebror og Bølle
- 1970: Rend mig i revolutionen
- 1970–1975: Oh, diese Mieter (Huset på Christianshavn), Fernsehserie
- 1971: Ballade på Christianshavn, Komödie
- 1971: Erotik, Fernsehfilm
- 1971: Til lykke Hansen
- 1971: Den forsvundne fuldmægtig
- 1972: Die Olsenbande und ihr großer Coup (Olsen-bandens store kup)
- 1972: Manden på Svanegården
- 1972: Rejsekammeraten
- 1972: Livsens ondskab
- 1973: Die Olsenbande läuft Amok (Olsen-banden går Amok)
- 1974: Natten i ventesalen
- 1974: Der (voraussichtlich) letzte Streich der Olsenbande (Olsen-bandens sidste bedrifter)
- 1975: Die Olsenbande stellt die Weichen (Olsen-banden på sporet)